# Feuerwehr Wuppertal
Die Feuerwehr Wuppertal mit Sitz in der Hauptfeuer- und Rettungswache in der August-Bebel-Straße in Wuppertal ist verantwortlich für den Brandschutz, die Technische Hilfeleistung, die Brandbekämpfung und den Rettungsdienst in der Stadt Wuppertal. Sie gehört zum Amt 304 Stadtbetrieb Feuerwehr und besteht aus einer Berufsfeuerwehr (BF), 16 Löschzügen der Freiwilligen Feuerwehren (FF) sowie einer Werkfeuerwehr (WF). Den Freiwilligen Feuerwehren sind die Jugendfeuerwehren (JF) angegliedert.

## Geschichte
Neben der Löschpflicht aller Bürger, die keine geregelte Ausbildung erhielten, wurde im September 1745 eine „Freywilligen VerEinigung“ zur Brandbekämpfung sowie bis 1748 ein „Freiwilliges Löschcorps“ in Barmen aufgestellt. Es wurde eine erste Brandspritze angeschafft und die Statuten einer „Brandtordnung“ aufgestellt. Diese freiwilligen Organisationen wurden vom Kurfürsten Karl Theodor am 5. Januar 1748 privilegiert und erhielten „wegen des gemeinnützigen Wertes“ pro Jahr einen Zuschuss von 15 Talern. Es wurden ein Brandspritzenmeister und 12 Feuerwehrleute vereidigt und ein Brandspritzenhaus errichtet, das ab 1761 nachweisbar ist. Eine erste Freiwillige Feuerwehr im heutigen Sinne wurde im Jahr 1875 in Langerfeld gegründet. 1892 wurde eine Berufsfeuerwehr in Barmen eingerichtet. Das Verhältnis zwischen den Mitgliedern der Berufsfeuerwehr und der Freiwilligen Feuerwehr verschlechterte sich so sehr, dass sich 1906 die Freiwillige Feuerwehr Barmen durch gemeinsamen Rücktritt ihrer etwa 500 Mitglieder selbst auflöste.
Am 29. November 1982 wurde der Feuerwehr-Modellbau-Club Wuppertal (FMC) gegründet. Er besteht aus Mitgliedern der Berufsfeuerwehr Wuppertal, der Löschzüge der Freiwilligen Feuerwehren und der Werkfeuerwehren von Bayer und Axalta.

## Berufsfeuerwehr

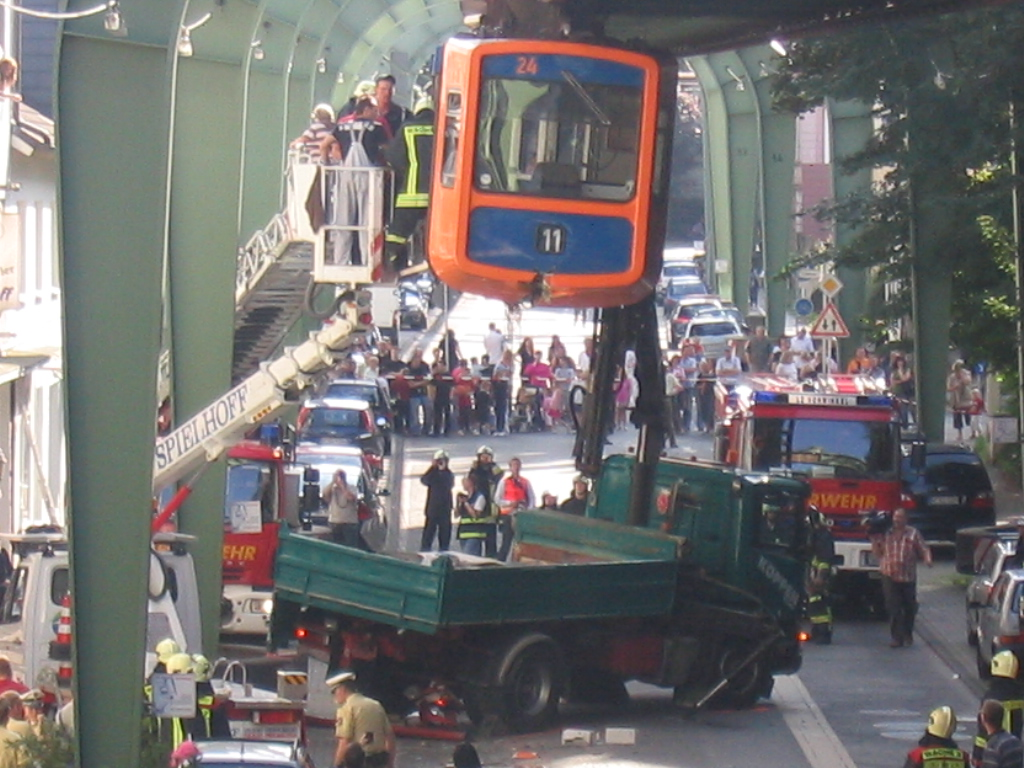
Bergung von Fahrgästen aus einem verunglückten Zug der Wuppertaler Schwebebahn, 2008

Die Berufsfeuerwehr Wuppertal hat jährlich rund 125.000 Einsätze zu bewältigen und besteht derzeit aus 500 Beamten im aktiven feuerwehrtechnischen Dienst sowie 50 Tarifbeschäftigten. Sie betreibt drei Feuer- und Rettungswachen: die Feuer- und Rettungswache 1 (Hauptfeuer- und Rettungswache) in Elberfeld, August-Bebel-Str. 55, die Feuer- und Rettungswache 2 in Barmen, Waldeckstraße 14 sowie die Feuer- und Rettungswache 3 im Chemiepark der Bayer AG. Ebenfalls sind folgende Rettungswachen und NEF-Stationen eingerichtet: Rettungswache Cronenberg (Berufsfeuerwehr), Rettungswache West in Vohwinkel (Berufsfeuerwehr & Malteser Hilfsdienst), Rettungswache Süd und NEF-Station auf Korzert (Berufsfeuerwehr und Johanniter-Unfall-Hilfe), Rettungswache Ronsdorf (Berufsfeuerwehr und Arbeiter-Samariter-Bund) auf dem Gelände des THW, Rettungswache Hatzfeld (Deutsches Rotes Kreuz), Rettungswache Hesselnberg (Deutsches Rotes Kreuz), die Rettungswachen Barmen (Arbeiter-Samariter-Bund) und die Rettungswache Unterbarmen (Johanniter-Unfall-Hilfe). Die NEF-Station Helios-Klinik Elberfeld und die NEF-Station Helios-Klinik Barmen wurden aufgegeben, stattdessen stehen an der Wache 1 ein NEF im 24h-Dienst und an der Wache 2 ein NEF im 24h-Dienst und ein weiteres im 12h-Dienst.
In der Hauptfeuer- und Rettungswache befinden sich ebenfalls die Branddirektion sowie seit dem Jahr 2007 die „Gemeinsame integrierte Regionalleitstelle der Feuerwehren Solingen und Wuppertal“ kurz „Leitstelle Wupper“ der Städte Solingen und Wuppertal. Die Alarmierung der BF sowie der FF erfolgt über Funkmeldeempfänger und teilweise mit an den Wachen der FF angebrachten Sirenen.
Die Geschäftsstelle der Freiwilligen Feuerwehr befindet sich an der Feuer- und Rettungswache 2. Hier ist auch die Höhenrettungsgruppe untergebracht, die seit 1998 in der Berufsfeuerwehr Wuppertal geführt wird.

## Freiwillige Feuerwehr

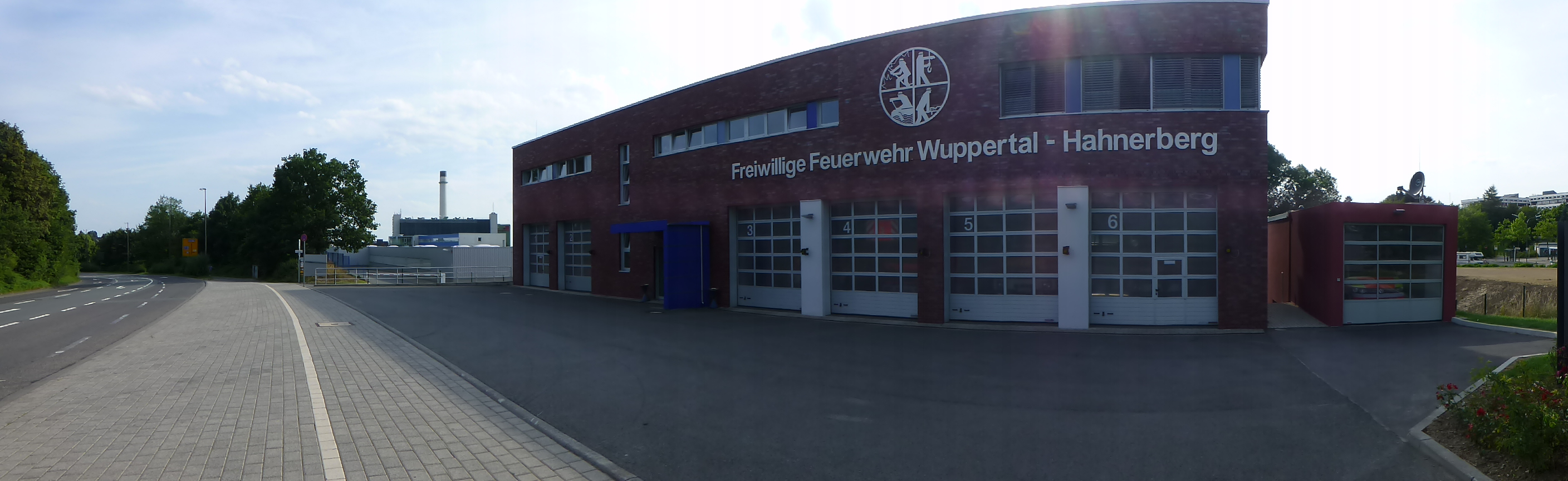
Rettungswache Süd der Freiwilligen Feuerwehr Wuppertal – Löschzug Hahnerberg mit angeschlossener NEF-Station

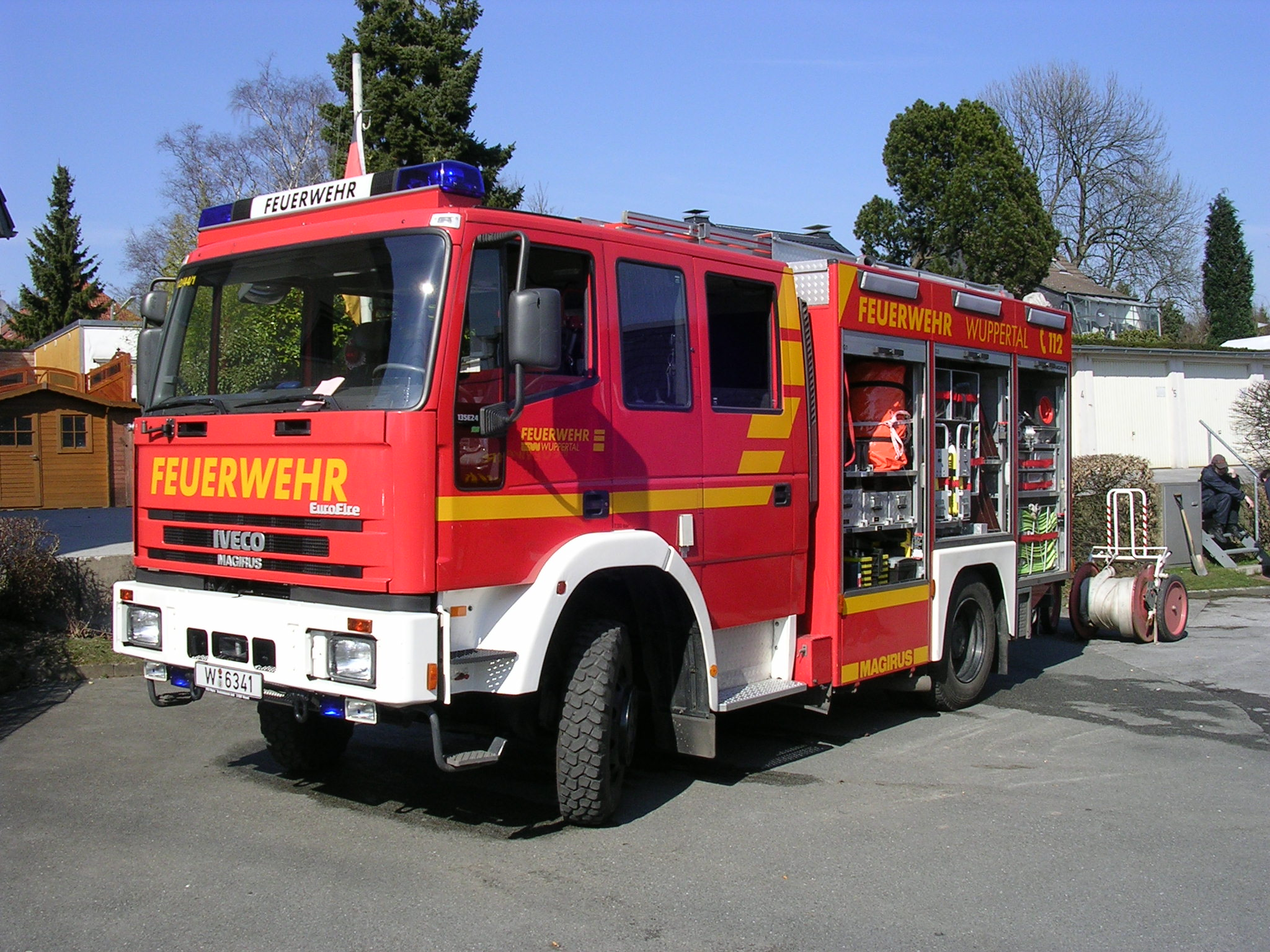
Löschgruppenfahrzeug LF16/12 der Freiwilligen Feuerwehr Wuppertal – Löschzug Uellendahl, Aufbau: Magirus AluFire 2 auf Iveco EuroFire

Die Freiwillige Feuerwehr Wuppertal besteht aus 16 Löschzügen sowie einem Umweltschutzzug.
| Wehr                       | gegründet |
| -------------------------- | --------- |
| Löschzug FF Beyenburg      | 1900      |
| Löschzug FF Cronenberg     | 1904      |
| Löschzug FF Dönberg        | 1896/1909 |
| Löschzug FF Dornap         | 1922      |
| Löschzug FF Frielinghausen | 1893      |
| Löschzug FF Hahnerberg     | 1883      |
| Löschzug FF Herbringhausen | 1899      |
| Löschzug FF Langerfeld     | 1875      |
| Löschzug FF Linde          | 1908      |
| Löschzug FF Nächstebreck   | 1891/1913 |
| Löschzug FF Ronsdorf       | 1908      |
| Löschzug FF Schöller       | 1927      |
| Löschzug FF Sonnborn       | 1888      |
| Löschzug FF Uellendahl     | 1906      |
| Löschzug FF Vohwinkel      | 1887      |
| Löschzug FF Walbrecken     | 1902      |

## Jugendfeuerwehr
Eine erste Jugendfeuerwehr (JF) in Wuppertal wurde im Oktober 1972 eingerichtet. Die zwölf Jugendfeuerwehren sind den Freiwilligen Feuerwehren angegliedert und befinden sich an folgenden Standorten:
| Jugendfeuerwehr                                                 | gegründet |
| --------------------------------------------------------------- | --------- |
| Cronenberg                                                      | 1972      |
| Dönberg                                                         | 1980      |
| Frielinghausen / Herbringhausen / Walbrecken / Beyenburg (FHWB) | 1986      |
| Hahnerberg                                                      | 1976      |
| Langerfeld                                                      | 1987      |
| Nächstebreck                                                    | 1999      |
| Ronsdorf                                                        | 1984      |
| Schöller / Dornap                                               | 1991      |
| Sonnborn                                                        | 2009      |
| Uellendahl                                                      | 1992      |
| Umweltschutzzug                                                 | 2012      |
| Vohwinkel                                                       | 1985      |

## Betriebliche Feuerwehren
Eine Werkfeuerwehr wird von der Axalta Coating Systems im Werk 2 unterhalten. Die Axalta Werkfeuerwehr hat eine 24-Stunden-Bereitschaft und ist mit einer Drehleiter, verschiedenen Universal-, Hilfeleistungs- und Tanklöschfahrzeugen, Wechselladern und Wechselbrücken für Gefahrgut ausgestattet.
Die Bayer AG in Wuppertal unterhält eine Betriebsfeuerwehr mit unter anderem einem Tanklöschfahrzeug TLF 4000, einem Hilfeleistungslöschgruppenfahrzeug HLF 20, und einem Gerätewagen. Im Gebäude auf dem Werksgelände ist zusätzlich ein HLF, eine DLK und ein Wechselladerfahrzeug der Berufsfeuerwehr Wuppertal stationiert. Neben Einsätzen im Stadtgebiet unterstützen die Einheiten der Berufsfeuerwehr auch bei Einsätzen der Betriebsfeuerwehr.